# Campisábalos
Campisábalos är en kommun i Spanien.   Den ligger i provinsen Provincia de Guadalajara och regionen Kastilien-La Mancha, i den centrala delen av landet, 100 km nordost om huvudstaden Madrid.